# Patrice Harris
Pour les articles homonymes, voir Harris.
Patrice Harris est une psychiatre américaine et la première femme afro-américaine à être élue présidente de l'Association médicale américaine. Elle est élue 174e présidente en juin 2019.

## Biographie

### Éducation
Patrice Harris est originaire de Bluefield, en Virginie occidentale. Elle obtient son baccalauréat universitaire ès lettres en psychologie à l'université de Virginie-Occidentale en 1982, puis sa maîtrise universitaire ès lettres en psychologie du conseil. Elle s'inscrit ensuite à la West Virginia University School of Medicine (en) et obtient son doctorat en médecine en 1992. Après ses études de médecine, elle s'installe à Atlanta où elle commence sa résidence en pédopsychiatrie et psychiatrie judiciaire à l'Emory University School of Medicine (en), où elle suit une formation complémentaire.

### Carrière
Après sa formation à l'hôpital universitaire d'Emory, Harris ouvre un cabinet en libéral en psychiatrie adulte, enfant, adolescent et judiciaire. En plus de sa pratique, Harris est experte pour le service public et les plaidoyers. Elle est également professeure auxiliaire au département de psychiatrie et de sciences du comportement de l'université Emory.
De 2001 à 2003, Harris est chercheuse principale en matière de politique et lobbyiste pour la clinique Barton Child Law and Policy grâce au financement de la Fondation de la famille Arthur Blank. Elle renforce la capacité de la clinique à protéger des enfants contre les abus et la négligence avec les Child Protective Services. En 2005, elle rejoint le département des services de santé du comté de Fulton, en tant que directrice médicale du département de la santé comportementale et des troubles du développement. De 2009 à 2015, elle est directrice des services de santé. À ce titre, elle dirige les efforts visant à intégrer les services de santé publique, de santé comportementale et de soins primaires,.
Patrice Harris est membre actif de l'Association médicale américaine et en juin 2011, elle est élue au conseil d'administration. À ce titre, elle participe  à plusieurs groupes de travail, notamment en tant que présidente du groupe de travail AMA sur les opioïdes, créé en 2014 pour identifier les meilleures pratiques pour lutter contre l'épidémie d'opioïdes. En plus de réduire le nombre d'ordonnances d'opioïdes et de tirer parti des programmes de surveillance des médicaments prescrits par l'État, le groupe de travail préconise de mettre l'accent sur les options de traitement, notamment en rendant le traitement assisté par médicament plus accessible et plus abordable. Harris a également présidé le Conseil de législation de l'AMA et co-présidé le Congrès des femmes médecins. En 2018, elle est élue présidente de l'AMA, ce qui fait d'elle la première femme afro-américaine à assumer cette fonction. Son mandat de présidente est entachée par la controverse entourant le soutien du conseil d'administration de l'AMA à Tom Price en 2016, provoquant une réaction violente des membres du groupe et des annulations d'adhésion.
Patrice Harris a également siégé au conseil d'administration de l'Association américaine de psychiatrie et a été présidente de la Georgia Psychiatric Physicians Association.

## Récompenses et honneurs
- Prix d'excellence de la Fellowship MD pour la minorité Jeanne Spurlock de l'American Psychiatric Association, 2018[8]
- Mention élogieuse du président de l'Académie américaine de médecine de la douleur, 2018[9]
- Prix du médecin pour services distingués Joseph P. Bailey Jr., MD de l' Association médicale de Géorgie[10]
- Prix du National Black Health Magazine, 2012[11]
- Prix du psychiatre de l'année par l'Association des médecins psychiatres de Géorgie, 2007[12]